# Marek Załęski
Marek Załęski (ur. 11 lutego 1959 w Olsztynie, zm. 23 listopada 2012 w Stawigudzie) – polski lekarz, chirurg dziecięcy, reformator służby zdrowia i pionier warmińsko-mazurskiego samorządu lekarskiego w posolidarnościowym Olsztynie.

## Życiorys
Pochodził z rodziny mistrza krawieckiego Stanisława Załęskiego i pielęgniarki Danieli z Gronostajskich. Oboje rodzice przybyli z ziemi mazowieckiej i łomżyńskiej w latach 50. na tzw. Ziemie Odzyskane w poszukiwaniu pracy. Matka Daniela była dyplomowaną pielęgniarką i pracowała na oddziale pulmonologicznym w Wojewódzkim Specjalistycznym Szpitalu Dziecięcym w Olsztynie. W 1984 roku została odznaczona złotą Odznaką Honorową „Zasłużony dla Warmii i Mazur”.
Dziadek Adolf Załęski służył przymusowo w wojsku carskim, w ramach powszechnego obowiązku rekrutów z Królestwa Polskiego do I wojny światowej. W czasie II wojny światowej w latach 1941-42 roku w rodzinnej wsi Rząśnik Szlachecki pomagał uciekinierom sowieckim ze Stalagu 324. Był to jeden z największych niemieckich obozów dla jeńców radzieckich w Generalnym Gubernatorstwie, we wsi Grądy, koło Ostrowi Mazowieckiej.
Załęski ukończył w Olsztynie III Liceum Ogólnokształcące im. Mikołaja Kopernika w klasie biologiczno-chemicznej. Następnie ukończył studia medyczne w latach 1977-1983 i uzyskał dyplom na Wydziale Lekarskim w Akademii Medycznej w Białymstoku w dniu 24 listopada 1983. Po rocznym stażu podyplomowym w ZOZ w Olsztynie w 1984 rozpoczął prace jako chirurg pediatra na Oddziale Chirurgii Dziecięcej w Wojewódzkim Szpitalu Dziecięcym. W 1988 uzyskał specjalizację z chirurgii dziecięcej 1 stopnia a w 1992 specjalizację 2 stopnia w urologii dziecięcej.
W 1993 odbył staże w zakresie chirurgii i urologii pediatrycznej w Pontchaillon-Rennes (Francja) i w Ośrodkach Chirurgii Dziecięcej w USA (USAid). Ukończył kurs PHARE z Zarządzania i Szkole Zdrowia Publicznego w Łodzi.
W latach 89-90 działał w lekarskiej „Solidarności” i był przewodniczącym Sekcji Służby Zdrowia przy Zarządzie Regionu NSZZ „Solidarność”.
W 1988 roku wraz z doktorem weterynarii Mirosławem Obijalskim przeprowadził nowatorską operację psa, w której zastosował technikę operacyjną stosowaną w chirurgii dziecięcej w przypadkach rozszczepu wargi i podniebienia. Operacja ta została opisana w niemieckim czasopiśmie dla praktykujących weterynarzy Kleintierpraxis wydawanym przez the DGK-DVG, a w owym czasie w piśmiennictwie weterynaryjnym nie było opisów tego typu przypadków. Metoda ta jest używana do dziś w ginekologii i położnictwie weterynaryjnym.
W kwietniu 2020 nagrodzony pośmiertnie Odznaką "Zasłużony Lekarz Warmii i Mazur".

## Warmińsko-Mazurska Izba Lekarska
Załęski był promotorem niezależnego samorządu zawodowego lekarzy na Warmii i Mazurach i sekretarzem pierwszej Warmińsko-Mazurskiej Izby Lekarskiej.
Od początku był w grupie działaczy regionu, którzy walczyli by utworzyć własną izbę w Olsztynie i nieprzyłączanie jej do Białegostoku lub Gdańska. W kilkuosobowej grupie działaczy lekarzy medycyny, która wyłoniła się spontanicznie, oprócz Załęskiego byli Władysław Lipecki – chirurg, Tadeusz Matuszewicz – psychiatra, Andrzej Skrobacki – analityk, Marek Stefanowicz – ginekolog, i Maria Świetlik – chirurg. Grupa ta miała mocne przekonanie o potrzebie powołania własnej regionalnej izby wyłaniając delegatów do zjazdu i taką koncepcję przedstawiła na I Krajowym Zjeździe Lekarzy w maju 1989 w Poznaniu. Załęski został wybrany delegatem na ten zjazd.
Pomysł utworzenia izby miał wielu przeciwników, gdyż obawiano się, że dojdzie do rozdrobnienia samorządu. Izby lekarskie miały początkowo powstawać tylko w miastach, będących siedzibami Akademii Medycznych, co z góry determinowało ich liczbę i liczebność. Ostatecznie Marek Załęski został pierwszym sekretarzem izby w pierwszej kadencji. W swojej początkowej fazie izba zajęła się przede wszystkim budową struktury samorządu, współpracą przy tworzeniu podstaw prawnych działalności, ale także zaangażowała się w rozwiązywanie problemów zdrowotnych w pełnym przekształceń państwie.
Niezależne od nadrzędnej władzy decydowanie o własnych sprawach było bardzo bliskie Załęskiemu, który wierzył, że wszystkie ruchy oddolne są bardzo cenne kiedy partnerują misji publicznej, jaką jest ochrona zdrowa. W czasie jubileuszu obchodów 15-lecia odrodzenia izb lekarskich, który odbył się 2 kwietnia 2005 roku w Olsztynie, Załęski jako pierwszy zabrał głos i został nazwany nieformalnie przez kolegów lekarzy „ojcem chrzestnym” powstania niezależnego samorządu lekarzy na Warmii i Mazurach.
W 1991 roku czynnie przygotowywał uroczyste spotkanie Służby Zdrowia i Chorych z Janem Pawłem 2 w Szpitalu Dziecięcym w Olsztynie, która odbyła się 6 czerwca tego roku.

## Warmińsko-Mazurska Kasa Chorych
Od początku 1999 roku Załęski pełnił funkcję wicedyrektora ds. medycznych w Warmińsko-Mazurskiej Kasie Chorych wchodząc w skład jej trzyosobowego zarządu z nominacji Ministerstwa Zdrowia. Zgodnie z ustawą z dnia 6 lutego 1997 o powszechnym ubezpieczeniu zdrowotnym, kasy chorych powołano jako publiczne instytucje ubezpieczeniowe. Powstało wówczas 16 regionalnych kas chorych (po jednej w każdym nowo utworzonym województwie). Załęski podczas swojej pracy w kasie chorych zasłynął ostrą krytyką lekarzy, którzy jego zdaniem nie potrafili dopasować się do rzeczywistości i wymogów reformy.
Warmińsko-Mazurska Kasa Chorych za jego zarządzania i w wyniku pilnowania skrupulatnie budżetu stała się jedną z dwóch kas w Polsce, które nie miały długów.
W wywiadzie dla Gazety Wyborczej z 11 stycznia 1999 roku o trudnej reformie służby zdrowia Załęski mówił: „Trzeba podkreślić, że kasy nie dążą do zamykania szpitali. Wszystko jednak zależy od pacjentów – to oni wskażą jednostki, które utrzymają się na rynku. Będę powtarzał to do znudzenia: im więcej pacjentów, tym więcej popłynie pieniędzy z kasy."
Załęski był zwolennikiem ścigania sądowego wszystkich wypadków marnotrawstwa pieniędzy przeznaczonych na leczenie i zwracania kosztów leczenia kasom chorych takich, jak na przykład, kosztów leczenia ofiar pobić, poszkodowanych w kolizjach drogowych spowodowanych przez pijanych kierowców oraz właścicieli zakładów pracy, w których dochodziło do wypadków na skutek rażącego łamania przepisów BHP.
Przykładem takiego postępowania kasy był przypadek leczenia 57 osób, które po zjedzeniu ciastek z salmonellą, wyprodukowanych przez cukiernika z Olsztyna, trafiły do szpitali w Lidzbarku Warmińskim, Pasłęku, Piszu i Ostródzie. Kasa chorych wydała ponad 90 tys. zł i domagała się zwrotu tej sumy od producenta trujących wyrobów drogą sadową. Dla tygodnika Wprost w 1999 roku powiedział: „Nie można tolerować zwykłych zaniedbań i łamania przepisów sanitarnych i pozwalać, by niesolidni producenci żywności zmniejszali składkę przeznaczoną na leczenie nas wszystkich”.
W marcu 2000 roku szeroko opisywanym w lokalnej prasie był incydent pacjenta, który zasłabł w biurze kasy chorych. Tylko dzięki akcji reanimacyjnej, przeprowadzonej osobiście przez Załęskiego i ówczesnego dyrektora medycznego kasy chorych Macieja Tokarczuka, przeżył pacjent, którego nie przyjęto wcześniej w poradni kardiologicznej szpitala wojewódzkiego. Dwaj dyrektorzy kasy chorych uratowali pacjenta, który dostał ataku serca. Mężczyzna szukał pomocy w kasie u rzecznika praw pacjenta po tym, jak nie dostał się do specjalistycznej poradni kardiologicznej. W wywiadzie dla dziennika Super Express Załęski mówił po reanimacji – „Odpowiedzialny jest nie tylko lekarz. Problem tkwi w organizacji pracy. Panie z rejestracji muszą wiedzieć jak się zachować. Nie mogą być tylko automatami, które zapisują chorych na kolejne terminy.”
Podobny incydent miał miejsce miesiąc wcześniej. Pielęgniarki i lekarze ze szpitala wojewódzkiego w Olsztynie nie pomogli mężczyźnie, który zasłabł przy szpitalnej bramie 60 metrów od izby przyjęć. Z innego punktu miasta wysłali karetkę. Zanim dojechała, chory zmarł. Jako wicedyrektor ds. medycznych regionalnej kasy chorych Załęski domagał się wtedy: "W tym szpitalu potrzebne są radykalne zmiany. Nie może być tak, że przypadkowa osoba decyduje o losie pacjenta".
Za swojej kadencji w kasie chorych Załęski także wprowadził procedurę „tajemniczego pacjenta” (mystery shopping) kiedy to miejskie przychodnie rejonowe w Olsztynie zaczęli odwiedzać utajnieni pracownicy kasy chorych by sprawdzać jakość usług i jak wprowadzana jest reforma zdrowia w podstawowych placówkach. „Tajemniczy klient” to jedna z popularnych metod badania poziomu obsługi klienta polegająca na ocenie jakości usług poprzez ukryte wizyty w punktach obsługi. Dla kasy chorych była wtedy metodą bezpośredniego sprawdzania, w jakim stopniu są realizowane standardy w codziennej pracy przychodni i przede wszystkim jak są traktowani pacjenci przez pracowników.
Załęski mówił do Gazety Wyborczej w 1999 – „Po miesiącu od wprowadzenia reformy służby zdrowia przychodnie wciąż funkcjonują na "starych zasadach". Nic się tam nie zmieniło. Nie ma nawet sygnału, że idzie to w dobrym kierunku. Mamy za to mnóstwo telefonów od pacjentów, którzy muszą stać w kolejkach do rejestracji już od piątej rano. A ponadto chorzy nie trafiają do lekarzy, których wybrali.”
Nowatorskie i kontrowersyjne, jak na medyczne środowisko, badanie typu „tajemniczy pacjent” było formą oceny jakości obsługi w placówkach zdrowia i dzięki niej kasa uzyskiwała wgląd w faktyczny przebieg procesu reformy co umożliwiało porównywanie obsługi w różnych przychodniach.

## Lekarz Wojewódzki
Od 1998 do 1999 roku Załęski był zastępcą lekarza wojewódzkiego i lekarzem wojewódzkim.
Wtedy też rozpoczął działalność polityczną – kandydując w wieku 39 lat bez powodzenia do Sejmiku Wojewódzkiego Akcja Wyborcza Solidarność (AWS). Bliskie mu były tradycje i wartości chrześcijańskie z hasłami takimi jak: Rodzina Wspólnota Ojczyzna. Jego kandydatura znalazła się na Liście Wyborczej nr 2, Okręg nr 5 (miasto Olsztyn). Był sekretarzem regionalnej RS AWS związanej z tzw. frakcją posła Andrzeja Smolińskiego, działacza Solidarności w Olsztynie. AWS była koalicyjnym ugrupowaniem politycznym o charakterze centroprawicowym, które opowiadało się za decentralizacją państwa poprzez wzmocnienie samorządów terytorialnego, gospodarczego i zawodowego.
W 1998 roku sprzeciwił się akcji strajkowej anestezjologów w 18 szpitalach województwa warmińsko-mazurskiego wywołany reakcją na niedofinansowanie reformy służby zdrowia. Kasy chorych nie mogły wtedy podpisywać umowy na świadczenia zabiegowe tylko z jedną grupą lekarzy gdyż płaciły za całą obsługę pacjenta. O negatywnych skutkach tego strajku dla całych szpitali powiedział dla Gazety Wyborczej: “Kasa chorych nie podpisze umowy na świadczenia zabiegowe (chirurgia, ginekologia) ze szpitalami, w których nie będzie miał kto znieczulać pacjentów.  Nie możemy zawierać kontraktów z lekarzami, którzy świadczą tylko jedną usługę – znieczulanie (…) Anestezjolodzy nie rozumieją zasad reformy. Medycyna to gra zespołowa.”
Załęski był gorliwym przeciwnikiem eutanazji. W 1999 w jednym z wywiadów dla Gazety Olsztyńskiej powiedział: „Jestem przeciwny eutanazji. Po pierwsze dlatego, że obowiązkiem lekarzy jest ratowanie, pomaganie chorym, a nie ich uśmiercanie.(...) Po drugie, czymże jest eutanazja, jeśli nie odebraniem ludziom nadziei. A tej nie wolno pozbawiać nikogo, bo każdy pacjent ma nadzieję, że wkrótce zostanie wynaleziony nowy lek czy pojawi się inna metoda leczenia, dzięki której wyzdrowieje. Lekarz może złagodzić cierpienie chorego, podając mu środki przeciwbólowe, ale nie ma prawa odbierać mu życia.” 

## Poliklinika MSWiA
Od kwietnia 2000 roku do marca 2001 Załęski był szefem olsztyńskiej polikliniki. Nominację otrzymał w Ministerstwie Spraw Wewnętrznych i Administracji, któremu podlegała placówka w Olsztynie. W maju 2000 r., kiedy przejmował szpital, placówka była zadłużona na ok. 6 mln zł. Jako nowy dyrektor miał plany otwarcia centrum onkologii, które miało być pierwszym kompleksowym ośrodkiem leczenia nowotworów w województwie. Większość szpitali wtedy zwalniała pracowników i zmniejszała liczbę łóżek ale Załęski miał plan na zatrudnienie nowych 600 osób.
Na temat wywołującego wiele kontrowersji pomysłu połączenia polikliniki z innymi szpitalami w mieście powiedział – „Łączenie funkcji powielanych w szpitalach jest znane na Zachodzie. Jednak tam było to wynikiem długoletniego procesu i trafiało na dojrzałą kulturę zarządzania służbą zdrowia, która u nas jest w powijakach. Nic nie nadrobi braku pieniędzy. Restrukturyzacja bez pieniędzy będzie restrukturyzacją biedy.”
Załęski był dyrektorem polikliniki niespełna rok. Został nagle zwolniony w marcu 2001 roku rozpoczynając serie nagłych zwolnień dyrektorów za długi szpitala przez ministra spraw wewnętrznych i administracji. W latach 2001 – 2004 jego los podzielili następnie dwaj dyrektorzy. W 2004 roku z obroną dyrektorów wystąpili pracownicy polikliniki nazywając to "skandalem na skalę krajową".. "Jak długo jeszcze będziemy doświadczani nieprzemyślanymi decyzjami politycznymi, krzywdzącymi menedżerów i niekorzystnymi dla pacjentów" – pytali wtedy pracownicy szpitala.

## Chirurgia Jednego Dnia i "Specjaliści Dziecięcy"
W 2002 jako pierwszy lekarz w mieście założył w Olsztynie Oddział Chirurgii Jednego Dnia w olsztyńskim szpitalu dziecięcym. Był to pracujący w weekend oddział, którego ideą było wykonywanie zabiegów chirurgicznych przy maksymalnie krótkim czasie hospitalizacji pacjenta. Załęski podpatrzył ten pomysł na praktykach we Francji i USA i po rocznym czasie rozmów z dyrekcją szpitala i kasą chorych udało mu się wcielić ten nowatorski pomysł w życie, wychodząc naprzeciw potrzebom rodziców chorych dzieci, którzy chcieli uniknąć długotrwałego i często nieprzyjemnego pobytu w szpitalu. Chirurgia krótkoterminowa w takiej formie miała na celu rozwiązanie problemu przepełnionych szpitali i przynosić oszczędności ograniczając do minimum pobyt pacjenta w szpitalu, który trwał zazwyczaj do 24 godzin.
W 2001 roku założył także niepubliczną poradnię chirurgii dziecięcej NZOZ "Specjaliści Dziecięcy" w Olsztynie ciesząc się dużym zaufaniem małych pacjentów i ich rodzin. Ta prywatna poradnia jest teraz jedną z najstarszych tego typu przychodni w regionie.
Od listopada 2005 roku był wiceprzewodniczącym regionalnego Towarzystwa Lekarskiego a także pełnił funkcję sekretarza Polskiego Towarzystwa Chirurgów Dziecięcych Oddziału Gdańskiego.
Wraz z przyjacielem prof. Wojciechem Maksymowiczem zaangażował się nieformalnie w tworzenie nowego Wydziału Nauk Medycznych na Uniwersytecie Warmińsko-Mazurskim. Nagła śmierć przerwała plany doktoratu z urologii i bardziej formalną współpracę ze środowiskiem akademickim.
Zmarł w wieku 53 lat na zawał serca w Stawigudzie i został pochowany na cmentarzu komunalnym w Olsztynie (ulica Poprzeczna). Żona Załęskiego – Anna również jest związana ze służbą zdrowia i jest analitykiem medycznym. Jest wnuczką Floriana Piotrowskiego, pioniera chirurgii dziecięcej w Olsztynie, który przybył z Wileńszczyzny w 1945 by odbudować w mieście służbę zdrowia. Najstarsza córka Aleksandra prowadzi od 2013 po śmierci ojca prywatną klinikę NZOZ "Specjaliści Dziecięcy" kontynuując jego tradycje. Placówka zajmuje się chirurgią, ortopedią, a także chirurgią plastyczną dla dzieci i młodzieży.
Hobby – Interesował się sportem, historią państwowości dawnych Prus i II wojny światowej i literaturą. W czasie studiów medycznych w 1982 roku zdobył ze swoją drużyną akademicką wicemistrzostwo Polski w piłce ręcznej w Lublinie na XI Mistrzostwach Akademii Medycznych.